# Othmar Tauschitz
Othmar Tauschitz (* 26. November 1925; † 25. April 2022) war ein General und Generaltruppeninspektor des österreichischen Bundesheeres.

## Militärische Laufbahn

### Ausbildung und erste Verwendungen
Tauschitz wurde 1942 zum Kriegsdienst bei der Luftwaffe einberufen und absolvierte dort eine Offiziersausbildung. Anschließend wurde er ab 1944 zur Fallschirmtruppe versetzt und geriet 1945 in Kriegsgefangenschaft.
Im April 1956 trat er in das österreichische Bundesheer ein, wo er in der Fliegertruppe eingesetzt wurde.

### Dienst als Stabsoffizier
Von 1963 bis 1966 absolvierte er den 4. Generalstabslehrgang an der Landesverteidigungsakademie in Wien.

### Dienst im Generalsrang
Von 1969 bis 1975 war Othmar Tauschitz Kommandant der Einsatzzentrale im Kommando der Luftstreitkräfte und von 1976 bis 1980 Leiter der Luftabteilung im Bundesministerium für Landesverteidigung.
Von Jänner bis Dezember 1985 war er Leiter der Sektion IV im Bundesministerium für Landesverteidigung.
Von 1986 bis 1990 war er Generaltruppeninspektor und damit ranghöchster österreichischer Soldat.
Anschließend ging er in den Ruhestand. Er wurde am Hietzinger Friedhof bestattet.
Neben Tauschitz gab es bisher nur drei weitere Generäle der Fliegertruppe im österreichischen Bundesheer: Paul Lube (1910–1985, General 1971), Othmar Pabisch (1938–2022, General 1998) und Gerhard Keltscha (1940–2005, General 2002).

## Veröffentlichungen
- Othmar Tauschitz: Aktuelle Probleme der militärischen Landesverteidigung. 1988.
- Othmar Tauschitz: Das Österreichische Bundesheer in der Ära des Raumverteidigungskonzeptes – Erlebnisse und Ergebnisse. 1995. Onlineversion